# Roxie Collie Laybourne
Roxie Collie Simpson Laybourne (15 septembre 1910 - 7 août 2003) est une ornithologue américaine née à Fayetteville,; en Caroline du Nord. Elle est la pionnière de l'étude de l'ornithologie médico-légale au Musée national d'histoire naturelle des États-Unis. Ses techniques médico-légales d'identification des espèces d'oiseaux impliquées dans les impacts d'oiseaux conduisent à des améliorations de la sécurité des aéronefs,.

## Biographie
Laybourne grandit à Farmville, en Caroline du Nord. Elle est l'aînée de 15 ans. Quand elle est jeune, elle préfère jouer au baseball plutôt que d'autres activités comme apprendre à coudre.
Laybourne obtient son BA du Meredith College en 1932 et sa maîtrise en écologie végétale de l'Université George-Washington en 1951 avec une thèse sur les mousses. Elle travaille pour le North Carolina State Museum of Natural History dans ses départements de taxidermie et d'exposition en 1932, ainsi que pour le National Fisheries Laboratory, le United States National Museum de 1944 à 1946 et les Bird and Mammal Laboratories of the US Fish and Wildlife Service de 1946 à 1974, avant de prendre sa retraite et de rejoindre le Musée national d'histoire naturelle des États-Unis en tant qu'associée de recherche. Au Musée national d'histoire naturelle, Laybourne est pionnière de l'étude de l'ornithologie médico-légale.
Au cours de sa carrière, Laybourne développe "la spécialité d'identifier les oiseaux morts à partir de leurs plumes pour savoir quels types d'oiseaux ont heurté des avions". Ces informations jouent un rôle déterminant dans les améliorations de la sécurité dans la fabrication de moteurs d'avions, le développement de verrières de chasseurs militaires et la création de plans de gestion des pistes. Les compétences de Laybourne en ornithologie médico-légale aident à résoudre environ 1 000 cas d'incidents d'avion liés aux oiseaux par an.
Le travail de Laybourne est reconnu par l'Air Force Bird Strike Committee en 1966 avec son prix pour l'ensemble de ses réalisations.